# Колцуняк Марія Миколаївна
Колцуня́к Марі́я Микола́ївна (6 грудня 1884, c. Яворів, тепер Косівський район, Івано-Франківська область, Україна — 23 вересня 1922, Коломия) — українська письменниця, перекладачка, публіцистка.
Дочка Миколи Колцуняка.

## Життя і творчість
Народилась 6 грудня  1884 року в селі Яворів, Івано-Франківська область (нині Косівський район Івано-Франківська область). Закінчила 1905 р. Львівську учительську семінарію. Вчителювала в селах Покуття та в Коломиї. Перші твори надруковані в журналі «Літературно-науковий вісник» (повість «Проти хвиль», 1920 р.). Виступала з публіцистичними статтями, рефератами про роль жінок у громадському та культурному житті; писала також на педагогічні теми. Склала українську читанку для народної школи (1920 р.); перекладала з російської мови.
Померла 23 вересня 1922 року в Коломиї, там же похована.

## Творчий доробок
- «Проти хвиль» — збірка оповідань (1920)
- «Українська читанка для народної школи» (1920)
- «На стрічу сонцю золотому» — повість
- «Чутлива совість» — переклад Маміна-Сибіряка — оповідання
- «Татко» — переклад Маміна-Сибіряка — оповідання